# Gryllus fulvipennis
Gryllus fulvipennis är en insektsart som beskrevs av Blanchard 1851. Gryllus fulvipennis ingår i släktet Gryllus och familjen syrsor. Inga underarter finns listade i Catalogue of Life.